# Астерикс из Галлии
«Астерикс из Галлии» (фр. Astérix le Gaulois) — Полнометражный мультфильм, экранизация одноимённого комикса. Единственный из мультфильмов про Астерикса, где Обеликс выступает исключительно как второстепенный персонаж, а не как главный герой. Производство: Франция, 1967 год. Продолжительность 68 мин. В 1999 году был снят фильм на основе этого мультфильма: «Астерикс и Обеликс против Цезаря»

## Сюжет
50 лет до нашей эры. В одной маленькой деревушке на окраине Римской империи живут свободолюбивые галлы, которые знают рецепт приготовления волшебного зелья, придающего им невероятную силу, позволяющего противостоять римскому императору и его войску. Астерикс с друзьями живут-поживают в Галлии и в ус не дуют. Не знают они, что римский центурион Фонус Болванус задумал разузнать секрет таинственной силы, помогающей им побеждать врага. С помощью зелья он хочет свергнуть Юлия Цезаря и самому править Римом. Шпиону римлян Калигуле Минусу обманом удаётся проникнуть в деревню Астерикса. Но хитрый друид Панорамикс не выдаёт секрет. Когда римляне ловят Астерикса, друид решает сварить волшебное зелье. Но он варит отвар, от которого у римлян начали расти волосы со страшной силой. Фонус Болванус просит Панорамикса сварить противоядие. Панорамикс варит волшебное зелье для Астерикса и суп, который выдает за противоядие (эффект отвара для роста волос действует временно, но римляне об этом не знают). Галлы стараются бежать, но против них выступает многочисленная армия легионеров. Их доставляют Цезарю. Астерикс рассказывает Цезарю секрет Фонуса Болвануса. За эту информацию Астерикса и Панорамикса отпускают и они возвращаются в свою деревню, а Фонуса Болвануса отстраняют от должности центуриона.